# Distributiver Verband
Ein distributiver Verband ist eine spezielle Struktur der Mathematik. Gegenüber allgemeinen Verbänden, in denen für die beiden (zweistelligen) Operationen {\displaystyle \vee } und {\displaystyle \wedge } nur die Assoziativgesetze, die Kommutativgesetze und die Absorptionsgesetze gefordert werden, gelten in einem distributiven Verband noch zusätzlich Distributivgesetze für beide Richtungen.
Die Gültigkeit der Distributivgesetze macht Verbände interessanter. Sie lassen sich einfacher untersuchen, da auftretende Terme sich leichter umformen lassen und es in gewissem Sinne einfache Darstellungen gibt. Dabei treten distributive Verbände sehr häufig auf, auch in Bereichen außerhalb der Mathematik. Boolesche Algebren sind spezielle distributive Verbände.

## Präzisierung
Im Folgenden meinen wir mit dem Verband V stets den Verband {\displaystyle \left(V,\vee ,\wedge \right)}.
Ein Verband {\displaystyle V} heißt distributiver Verband, wenn für alle {\displaystyle a,b,c\in V} gilt:
- {\displaystyle a\vee (b\wedge c)=(a\vee b)\wedge (a\vee c)}
- {\displaystyle a\wedge (b\vee c)=(a\wedge b)\vee (a\wedge c)}.

Man kann jede der beiden Aussagen aus der anderen mit Hilfe der Verbandsaxiome ableiten. Daher genügt es, die Gültigkeit eines dieser beiden Distributivgesetze zu fordern.
Jeder distributive Verband ist modular, aber nicht umgekehrt.
Ein modularer Verband, der nicht distributiv ist, enthält immer den Verband {\displaystyle M_{3}}, den Verband der Untergruppen der Kleinschen Vierergruppe, als Unterverband.
Dies ergibt das Kriterium:
- Hat ein Verband weder einen Unterverband der Form {\displaystyle N_{5}} noch einen der Form {\displaystyle M_{3}}, dann ist er distributiv.

## Beispiele
Distributive Verbände kann man in vielen Gebieten innerhalb und außerhalb der Mathematik finden. Distributive Verbände sind:
- jede total geordnete Menge
- für jede natürliche Zahl {\displaystyle n} die Menge {\displaystyle T_{n}} ihrer Teiler mit der Teilbarkeit als Ordnungsrelation (also ggT und kgV als Verknüpfungen)
- {\displaystyle \mathbb {N} } (mit oder ohne 0) mit der Teilbarkeit als Ordnungsrelation (also ggT und kgV als Verknüpfungen)
- jeder Mengenverband mit {\displaystyle \cap } und {\displaystyle \cup }
- jede Heyting-Algebra, daher auch
  - jede Boolesche Algebra
  - die offenen Mengen eines topologischen Raumes mit {\displaystyle \subseteq } als Ordnung

## Kürzungsregel
In einem distributiven Verband gilt die Kürzungsregel:
Gelten für {\displaystyle a,b,c\in V} die beiden Gleichungen
- aus {\displaystyle a\wedge b=a\wedge c} und {\displaystyle a\vee b=a\vee c} folgt {\displaystyle b=c}.[3]

Das Beispiel {\displaystyle M_{3}} zeigt, dass diese Regel in beliebigen Verbänden nicht gilt.
Sie ist in dem folgenden Sinn typisch für distributive Verbände:
- Ist die Kürzungsregel für beliebige Wahl von {\displaystyle a,b,c} in einem Verband V gültig, dann ist {\displaystyle V} distributiv.[4]

## Komplemente in distributiven Verbänden
Für ein gegebenes Element a eines beschränkten Verbandes nennt man ein Element b mit der Eigenschaft
- {\displaystyle a\wedge b=0} und {\displaystyle a\vee b=1}

ein Komplement von a.
Während es im Allgemeinen zu einem Element mehrere komplementäre Elemente geben kann, gilt:
- wenn in einem distributiven Verband ein Komplement von a existiert, dann ist es eindeutig bestimmt.[5]

Man bezeichnet ein eindeutig bestimmtes Komplement von {\displaystyle a} mit {\displaystyle a^{c}} oder {\displaystyle \neg a} (vor allem bei Anwendungen in der Logik) oder {\displaystyle {\overline {a}}}.
Ein distributiver Verband, in dem jedes Element {\displaystyle a} ein (eindeutig bestimmtes) Komplement {\displaystyle \neg a} hat, heißt Boolesche Algebra.
Auch in einem nicht-distributiven Verband kann jedes Element genau ein Komplement haben. Damit man die Distributivität folgern kann, muss man mehr fordern:
- Ein Verband {\displaystyle V} ist distributiv, wenn jedes Element in jedem Intervall höchstens ein relatives Komplement besitzt.

Ist V ein distributiver Verband und haben {\displaystyle a,b\in V} Komplemente, dann haben auch {\displaystyle a\wedge b} und {\displaystyle a\vee b} Komplemente und es gilt
- {\displaystyle (a\wedge b)^{c}=a^{c}\vee b^{c}} und {\displaystyle (a\vee b)^{c}=a^{c}\wedge b^{c}}

Dies ist eine andere Formulierung der de Morganschen Regeln.

## Repräsentationssatz für distributive Verbände

, der Verband der Teiler von 60 (geordnet durch Teilbarkeit) und die Repräsentation durch den Mengenverband der (irreduziblen) Primzahlpotenz-Elemente

Distributive Verbände sind auch anders zu charakterisieren, denn Birkhoff (1933) und Stone (1936) haben gezeigt:
- Ein Verband ist genau dann distributiv, wenn er isomorph zu einem Mengen-Ring ist.[6]

Hieraus folgt natürlich, dass sich jeder distributive Verband in eine Boolesche Algebra einbetten lässt.

## Weitere Eigenschaften
Jeder Unterverband eines distributiven Verbandes ist distributiv, dagegen sind Teilverbände nicht immer distributiv.
Das homomorphe Bild eines distributiven Verbandes ist distributiv.
Das direkte Produkt beliebig vieler distributiver Verbände ist distributiv.

## Vollständige Distributivität

Vollständiger distributiver Verband, der -volldistributiv, aber nicht volldistributiv ist.
Es gilt, aber

Ein Verband heißt {\displaystyle \wedge }-volldistributiv, wenn für jede Wahl von {\displaystyle a\in V} und jede Teilmenge {\displaystyle M\subseteq V} gilt
{\displaystyle a\wedge \bigvee _{x\in M}x=\bigvee _{x\in M}(a\wedge x)}.
{\displaystyle \vee }-Volldistributivität wird dual definiert.
Der Begriff Volldistributivität ohne Zusatz wird unterschiedlich verwendet:
- Es kann bedeuten, dass eine von diesen beiden Bedingungen erfüllt ist und im anderen Fall spricht man von dual-volldistributiv oder verwendet explizit die obige Bezeichnung.[7]
- Es kann bedeuten, dass beide Bedingungen erfüllt sind.
- Es kann bedeuten, dass das folgende unendliche Distributivgesetz und die dazu duale Form gilt

Für alle {\displaystyle \emptyset \neq I,J\subseteq V} gilt: {\displaystyle \bigwedge \left\{\bigvee \left\{a_{ij}|j\in J\right\}|i\in I\right\}=\bigvee \left\{\bigwedge \left\{a_{i\varphi (i)}|i\in I\right\}|\varphi \colon I\to J\right\}} 
Für alle drei Begriffe gilt:
Jeder volldistributive Verband ist distributiv und jeder endliche distributive Verband ist volldistributiv.
Ein vollständiger distributiver Verband braucht nicht volldistributiv sein, wie das Beispiel zeigt.